# Chênh kial
Chênh kial là nhạc cụ tự thân vang khi va đập. Cái tên của nó xuất phát từ tiếng Ba Na. Người Ba Na tin rằng trong mỗi ống của chênh kial có những vị thần trẻ con reo vui khi gió thổi. Những vị thần này là con của thần gió nên khi gặp gió các thần rất vui mừng. Người treo chênh kial lên đầu hồi nhà rông để cầu đừng ngưng gió vì nếu không có gió trời sẽ đổ mưa không sớm thì muộn.
Chênh kial gồm những ống tre nhỏ có số chẵn như 8, 10 hoặc 12, những ống này có chiều dài từ 10 đến 40 cm, đường kính từ 1 đến 1,5 cm, hai đầu đều rỗng. Thân ống có một lỗ hình chữ nhật với cạnh dài 2,5 cm và cạnh ngắn 1 cm. Đầu mỗi ống có một lỗ để xỏ dây đeo. Những sợi dây dính các ống được túm lại thành một, treo trên cành cây ở nương rẫy, trên đầu hồi nhà rông hoặc trên cây nêu của các lễ... Lúc gió thổi những ống tre va đập vào nhau phát ra âm thanh, đồng thời chuyển động tròn theo tâm điểm của sợi dây treo khiến dây này xoắn lại. Đến độ xoắn tối đa của dây sẽ "bung" ra khiến vòng tròn xoay ngược chiều để xoán dây lại theo hướng khác. Cứ thế nhờ lực đẩy của gió và sự chuyển động của dây xoắn khiến vòng tròn cứ xoay qua xoay lại trong lúc các ống phát ra âm thanh... Dĩ nhiên khi gió ngưng thổi thì các ống không còn va đập để phát ra âm thanh, dây không còn xoắn nữa, ngưng khi có gió thì tiếng nhạc lại phát ra nghe rất vui tai.
Trên thị trường Việt Nam hiện nay có loại ống tương tự như chênh kial, nhưng làm bằng kim loại, từ Trung Quốc du nhập qua. Âm thanh của những ống này nghe thanh tạo hơn chênh kial bằng tre. Người Kinh thường treo ống trước cửa nhà hoặc bất cứ nơi nào trong khuôn viên nhà – nơi thường có gió để có tiếng nhạc giúp nghỉ ngơi thư giãn.